# Inde insulaire
Pour les articles homonymes, voir Liste des îles de l'océan Indien.
L'Inde insulaire est l'île-continent du passé, issue de l'éclatement du supercontinent Gondwana et qui est rentrée en collision avec l'Asie. À la faveur de cette collision, elle est devenue le sous-continent indien actuel. Durant les derniers stades du Crétacé et la majeure partie du Paléocène, après le morcellement du Gondwana, le sous-continent indien est devenu une masse continentale isolée alors que la plaque indienne dérivait à travers l'océan Téthys. La séparation de l'Inde et de Madagascar a commencé il y a 88 millions d'années, mais l'isolement complet ne s'est produit que vers la fin du Maastrichtien, processus à l'origine probable des trapps du Deccan. Peu de temps après, l'île continentale s'est déplacée assez rapidement vers le nord, jusqu'au contact avec l'Asie, il y a 55 millions d'années. Même alors, les deux masses continentales ne furent pleinement unies que vers 35 Ma, et des périodes d'isolement se sont produites aussi récemment que 24 Ma. 

Progression de l'Inde vers la collision

Ainsi, pendant une période de 53 millions d'années, l'Inde a profité d'un certain degré d'isolement, et pendant 11 Ma, d'une insularité totale. En conséquence son biome spécifique a suivi les schémas typiques observés dans les îles et s'est diversifié de manière singulière, tout comme dans l'île de Madagascar moderne, sa masse continentale sœur. Des échanges fauniques avec d'autres masses continentales, comme l'Afrique et l'Europe — qui était alors un archipel dans la Téthys — ont eu lieu au cours de cette période, et une influence asiatique considérable était déjà visible bien avant le contact géologique. L'Inde a en raison de son histoire tectonique été un environnement évolutif original, non seulement en tant que continent isolé, mais aussi comme « tremplin » de dispersion de nombreux clades d'animaux et de plantes vers l'Afrique, l'Europe, Madagascar, l'Asie et peut-être même l'Océanie. Plusieurs de ces clades « archaïques » ont réussi à survivre. La grande majorité de la vie vertébrée terrestre de l'Inde a été anéantie lors de l'extinction Crétacé-Paléogène ; seules trois lignées de tétrapodes existantes peuvent retracer leur ascendance jusqu'à l'Inde du Crétacé. La plupart des quelques autres lignées gondwaniennes survivantes de l'Inde ont été surpassées pendant le Paléogène par de nouvelles lignées venues d'Asie. Cependant, les plantes et la faune invertébrée ont été moins affectées,.
Pendant le Paléogène, de nombreuses lignées de tétrapodes en provenance d'Asie ont repeuplé l'Inde, et à contrario certaines, comme les lagomorphes, se sont répandues sur le continent. Dès le contact terrestre établi entre l'Inde et l'Asie, un pourcentage important de l'ancienne et de la nouvelle faune indigène de l'Inde a été supplantée par les espèces eurasiennes. Cependant, plusieurs groupes comme les lagomorphes se sont répandus à travers le monde, tout comme les groupes floraux tels que les arbres diptérocarpacées, qui sont devenus des espèces dominantes dans une grande partie de l'Asie tropicale. Une partie importante des mantes asiatiques est également originaire d’Inde insulaire. Les îles des Seychelles conservent encore une herpétofaune indigène, vraisemblablement un écho des espèces d'amphibiens et de reptiles d'Inde en tant qu'île.

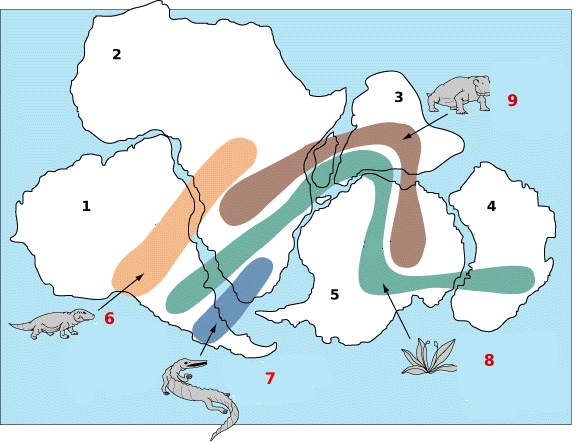
L'Inde (en 3), avant l'éclatement du Gondwana.
1-Amérique du Sud.
2-Afrique.
3-Inde.
4-Australie.
5-Antarctique.
6-Restes fossiles du Trias de Cynognathus.
7-Restes fossiles de Mesosaurus.
8-Fossiles de fougère Glossopteris sur tous les continents du sud.
9-Fossiles du reptile terrestre du Trias Lystrosaurus.

## Géologie
Le terrane de Birmanie ou bloc occidental de la Birmanie, un arc insulaire isolé qui se trouvait dans la mer de Téthys pendant le Crétacé, est entré en collision avec l'Inde insulaire pendant le Paléocène et a été poussé vers le nord, entrant finalement en collision avec l'Asie continentale indépendamment de la collision de l'Inde insulaire. Une grande partie de l'ouest du Myanmar est constituée de l'ancien terrane de Birmanie.

## Faune du Crétacé
La présence de la faune crétacée en Inde est bien documentée dans les sites du Coniacien et du Maastrichtien, tels que la Formation de Lameta. Globalement, la faune locale de dinosaures et de crocodiliens est presque identique à celle de Madagascar, avec des clades bien représentés tels que les abélisauridés, les titanosaures, les noasauridés et les notosuchiens. La présence de stégosaures, les derniers membres restants de cette lignée, suscite des interrogations, — à moins qu'il ne s'agisse de restes mal identifiés de notosuchiens et de sauropodes herbivores — ; ils seraient alors les seuls ornithischiens indigènes de tout le territoire indo-malgache. Une autre singularité possible est la présence d'un troodontidé, une lignée généralement associée à Laurasia, suggérant éventuellement un échange avec l'Europe ou même l'Asie continentale. Cependant, ces fossiles sont controversés et pourraient appartenir à d'autres théropodes ou à des notosuchiens.
La faune mammifère de l'Inde présente également des similitudes avec celle de Madagascar, notamment avec le gondwanathérien Bharattherium, l'un des mammifères les plus courants, qui est extrêmement similaire au Lavanify malgache. Les mammifères les plus diversifiés du Maastrichtien en Inde sont les euthériens, un clade normalement associé aux continents du Nord et également retrouvé à Madagascar à cette époque. Cette similitude, combinée à leur position phylogénétique ambiguë, les rend extrêmement importants dans la compréhension de l'évolution des placentaires. Certains, comme les Deccanolestes, ont été diversement assimilés À des euarchontiens, des adapisoriculidés, ou des souches d'afrothériens, bien que le consensus général semble être qu'ils sont des euthériens non placentaires et qu'il n'existe pas de placentaires du Crétacé connus. Le mammifère herbivore Kharmerungulatum, autrefois désigné comme un ongulé primitif, est maintenant connu pour être un représentant des Zhelestidae, un clade euthérien herbivore non placentaire. Quelle que soit la phylogénétique de ces euthériens, ils ont presque certainement atteint l'Inde et Madagascar via l'Europe, l'Afrique ou l'Asie continentale,. Plus tard, ils se propageraient à travers le Gondwana jusqu'à l'ouest jusqu'au Brésil. 
Probablement le représentant le plus spectaculaire de la faune crétacée de l'Inde est Avashishta, un haramiyidé tardif et le dernier synapside non-mammalien connu. Les multituberculés non-gondwanathères et les méridiolestidans peuvent probablement également être considérés comme ayant vécu en Inde pendant cette époque, en raison de la présence des premiers sur tous les masses terrestres, y compris Madagascar, et des seconds parce qu'étant les mammifères dominants dans d'autres sites gondwaniens connus.
L'herpétofaune de l'Inde au Crétacé est un mélange de groupes et de formes indigènes qui ont dérivé depuis l'Asie. Les néobatrachiens sont un clade indigène et bien représenté localement, tout comme à Madagascar, sous forme de ranidés, d'hylidés, de leptodactylidés, de pélobatidés et de discoglossidés. Les serpents madtsoïidés comme Sanajeh et éventuellement Indophis, ainsi que les lézards iguanidiens, sont également présents, tandis que les anguidés proviennent de Laurasie. Les gymnophioniens sont un clade indigène du Gondwana, mais leur absence à Madagascar suggère que les espèces asiatiques descendent d'espèces africaines qui ont colonisé l'Inde alors qu'elle dérivait vers le nord. La divergence entre les groupes africains et asiatiques a été estimée à 120 millions d'années, ce qui indique que cela s'est probablement produit au Crétacé,.
Plusieurs taxons de poissons sont connus dans les zones des estuaires, principalement marins, mais il existe également des formes telles que les lépisostéidés, qui sont également présentes en Afrique mais sont généralement rares dans les masses continentales du Gondwana. Des cichlidés et d'autres formes probablement d'origine indienne du Gondwana étaient très probablement présents.

### Effets de l'événement d'extinction Crétacé-Paléogène
L’extinction Crétacé-Paléogène a eu un effet particulièrement catastrophique en Inde, anéantissant presque tout lignage de vertébrés terrestres du continent. On pense que les effets du volcanisme des Trapps du Deccan pourraient avoir aggravé les impacts de l'extinction, la rendant particulièrement dévastatrice. Seuls trois groupes de tétrapodes existants ont des représentants dont on a la certitude qu'ils descendent des espèces endémiques du Gondwana de l'Inde insulaire : une famille de grenouilles (nasikabatrachidae), plusieurs familles de gymnophioniens (grandisoniidae, chikilidae et ichthyophiidae), ainsi qu'une famille de serpents aveugles (gerrhopilidae). Notamment, les trois lignées ont un mode de vie fouisseur, ce qui indique que ce mode de vie pourrait les avoir sauvées des impacts de l'extinction. Plusieurs genres de mammifères ont également survécu à l'événement, bien qu'ils aient disparu au Paléocène. 
La faune invertébrée, en particulier les invertébrés du sol tels que les mille-pattes, ont probablement été moins touchées par l'extinction, et on pense que plusieurs lignées qui persistent aujourd'hui ont une ascendance gondwanienne. Les parreysiinae, une sous-famille de moules d'eau douce unionidae, proviennent de l'est du Gondwana au cours du Jurassique et ont survécu en Afrique et en Inde insulaire pendant tout le Crétacé. Plusieurs tribus différentes (indochinellini, lamellidentini et parreysiini) des parreysiinae ont eu une évolution à part sur l'Inde insulaire. Ces tribus endémiques ont réussi à survivre à l'extinction et colonisé l'Asie continentale via l'Inde insulaire et le Terrane de Birmanie, ce dernier étant entré en collision et poussé vers le nord par l'Inde insulaire au Paléogène. On les trouve maintenant dans une grande partie de l’Inde et de l’Asie du Sud-Est. De même, de nombreuses lignées de mantes (insectes du clade des cernomantodea) seraient originaires de la masse continentale antarctique-indienne après le délitement du Gondwana et ont persisté en Inde insulaire. Une diversité importante de mantes a survécu à l'extinction du Crétacé-Paléogène et a envahi l'Asie continentale à la suite de la collision de l'Inde insulaire avec l'Asie. 

## Faune paléogène
À la suite de la disparition presque totale de la vie vertébrée en Inde lors de l'extinction du Crétacé-Paléogène, la faune vertébrée s'est progressivement reconstituée par la dispersion de lignées principalement originaires d'Asie. Initialement, cette dispersion s'est effectuée principalement sur l'eau pendant la période d'isolement de l'Inde, puis via la terre lorsque celle-ci est entrée en collision avec l'Asie. Certaines des lignées de vertébrés tétrapodes gondwaniens survivantes en Inde ont été supplantées par ces nouveaux arrivants.
On pensait auparavant que plusieurs grandes familles de Neobatrachia (ranidae, dicroglossidae, rhacophoridae) étaient originaires de l'Inde d'un ancêtre qui avait colonisé le continent depuis l'Afrique au cours du Crétacé. Cela a été soutenu par des familles étroitement apparentées (nyctibatrachidae, ranixalidae, micrixalidae) endémiques de l'Inde. Cependant, des études plus récentes émettent l'hypothèse que ces familles seraient d'origine asiatique continentale et auraient colonisé l'Inde au Paléogène,.

### Faune du Paléocène
Les archives fossiles du Paléocène en Inde, lorsque le continent était une masse continentale entièrement isolée, sont incertaines, et la plupart des déductions concernant sa faune sont donc quelque peu spéculatives. Il est certain que Deccanolestes et Bharattherium ont survécu à l'événement K-Pg (extinction Crétacé-Paléogène). Cependant, la durée pendant laquelle les euthériens et les gondwanathères non placentaires ont vécu en Inde reste inconnue, et il est probable qu'au moment où la masse continentale entre en contact avec l'Asie, ils étaient probablement éteints.
À cette époque, des mammifères formellement placentaires ont pénétré en Inde malgré son isolement, probablement par dérive de radeaux naturels — tout comme de nombreux groupes placentaires à Madagascar —, ou peut-être par de brèves liaisons avec l'Afrique et l'Europe (cette dernière étant encore un archipel). Les hyénodontes, un clade endémique d'Afrique, sont apparus pour la première fois en dehors du continent au Paléocène en Inde et en Europe. Les glires ont évolué en Asie, mais la lignée isolée en Inde a donné naissance aux lagomorphes. 
Pendant un certain temps, il a été suggéré que les autruches avaient évolué en Inde à cette époque, en supposant que les ratites européens comme Palaeotis représentaient des migrations asiatiques récentes. Cependant, on pense maintenant que les premières autruches sans ambiguïté ont évolué en Afrique, les eogruiidés ayant occupé leur niche écologique en Asie. De même, il est désormais admis que les ratites européens sont parmi les plus anciens connus, et y ont probablement évolué indépendamment, sans lien avec les autruches. Pourtant, il est probable que l'Inde ait eu une faune de paléognathes florissante ; il est probable que les ancêtres volants des kiwis et des éléphants aient migré depuis l'Inde vers l'Océanie et Madagascar respectivement. De plus, le mystérieux Hypselornis pourrait représenter un clade indigène de l'Inde.

### Faune de l'Éocène
À l'époque de l'Éocène, l'Inde possède déjà une vaste faune placentaire (ainsi que des métathériens comme Indodelphis), mais du fait de son insularité il existe encore des degrés élevés d'endémisme, certains clades comme les anthracobunidés ne se trouvant nulle part ailleurs. Une étude sur Cambaytherium évoque une origine insulaire en Inde des périssodactyles. Les mammifères endémiques les plus remarquables sont les cétacés, qui étaient autrefois confinés au sous-continent indien jusqu'à l'évolution des « protocétides » marins. L'Inde de l'Éocène possède également une abondance de restes de chauves-souris, comprenant de nombreux représentants de groupes modernes. Cependant, il n'est pas clair si cette diversité de chauves-souris en Inde est le résultat d'un rayonnement adaptatif ou simplement d'un biais de disponibilité des fossiles de chauves-souris dans d'autres régions que l'Inde. 
Lors de cette époque, les lagomorphes et les hyénodontes se dispersent hors d'Inde, établissant leurs aires de répartition cosmopolites.
On pense que les gecarcinucidae, une famille de crabes d'eau douce répandue dans une grande partie de l'Asie tropicale, sont originaires d'Inde, bien qu'ils ne soient pas eux-mêmes anciennement gondwaniens. Les estimations de divergence suggèrent que les gecarcinucidés ont des ancêtres originaires d'Asie du Sud-Est qui se sont dispersés vers l'Inde insulaire, où ils ont divergé au cours de l'Éocène moyen, avant que l'Inde ne fusionne avec l'Asie. Alors que l'Inde dérivait vers le nord, elle se serait rapprochée suffisamment de l'Asie du Sud-Est pour permettre aux lignées dispersées de coloniser l'Inde. Notamment, étant donné que les gecarcinucidae sont un groupe d'eau douce qui ne peut pas se disperser via les habitats marins, cela suggère que des ponts terrestres temporaires pourraient s'être formés à l'Éocène entre l'Inde et l'Asie du Sud-Est, facilitant la dispersion d'organismes d'eau douce vers l'Inde alors qu'elle était encore isolée. Après la collision entre l'Inde et l'Asie, les gecarcinucidae se sont répandus vers le continent asiatique.

## Flore
On pense que les arbres de canopée dipterocarpoïdés, la plus grande sous-famille des diptérocarpacées, ont des ancêtres qui se sont dispersés de l'Afrique vers l'Inde à la fin du Crétacé. Survivant à l'extinction Crétacé-Paléogène, les dipterocarpoideae ont été isolés sur l'Inde insulaire (à l'exception de quelques représentants aux Seychelles) jusqu'à la collision de l'Inde avec l'Asie. Après cette collision, ils ont migré hors du continent et se sont diversifiés. Les diptérocarpacées sont maintenant parmi les groupes d'arbres les plus répandus et dominants en Asie tropicale. Des preuves fossiles indiquent que l'autre sous-famille des dipterocarpaceae, les monotoideae (actuellement trouvées en Afrique, à Madagascar et en Amérique du Sud), ont également colonisé l'Inde et étaient présentes jusqu'à l'Éocène. Cependant, elles ont finalement disparu d'Inde et ne se sont donc pas dispersées dans d'autres parties de l'Asie.